# Університет прикладних наук Вюрцбурґ-Швайнфурт
Університет прикладних наук Вюрцбурґ-Швайнфурт (FHWS) (нім. Hochschule für angewandte Wissenschaften Würzburg-Schweinfurt) заснований у 1971 році в Баварії. Знаходиться у двох містах — Вюрцбурґу і Швайнфурті. FHWS - це німецький державний університет, який пропонує безкоштовне навчання і гарантує дипломи, що визнаються у всьому світі.

## Університет прикладних наук
Університет Вюрцбург-Швайнфурт з 9102 студентами (ЗС 2014/15), 202 професорами (ЗС 2012/13), 22 педагогічними працівниками з особливих доручень та іншими 286 співробітниками є четвертим за розміром університетом прикладних наук у Баварії.
На даний момент університет має десять факультетів та готує спеціалістів на 35 спеціальностях з дипломних, бакалаврських та магістерських ступенів.
На початку вересня 2011 року університету була передана нова будівля з лекційними аудиторіями та лабораторіями на вулиці Зандергайнріхсляйтенвеґ.

## Спеціальності уFHWS

### У Вюрцбурзі
- Архітектура (бакалавр)
- Будівельна інженерія (бакалавр)
- Управління бізнесом (бакалавр)
- Електронна комерція (бакалавр)
- Спеціалізована журналістики та бізнес-комунікацій (техніка/економіка)(магістр)
- Спеціалізований переклад (Економіка/Техніка) (бакалавр)
- Спеціалізований переклад і багатомовна комунікація (магістр)
- Геовізуалізація (бакалавр)
- Інформатика (бакалавр)
- Інформаційний дизайн (магістр)
- Інформаційні системи (магістр)
- Інновації в малому та середньому бізнесі (мигістр)
- Об'єднане планування і будівництво (магістр)
- Комунікаційний Дизайн (бакалавр)
- Технології пластмас і еластомерів (бакалавр)
- Брендовий і медіаменеджмент (магістр)
- Медіа менеджмент (бакалавр)
- Менеджмент в галузі охорониздоров'я і геріатрії (бакалавр)
- Соціальна робота (бакалавр і магістр)
- Геодезія та геоінформатика (бакалавр)
- Економічна Інформатика (бакалавр)

### У Швайнфурті

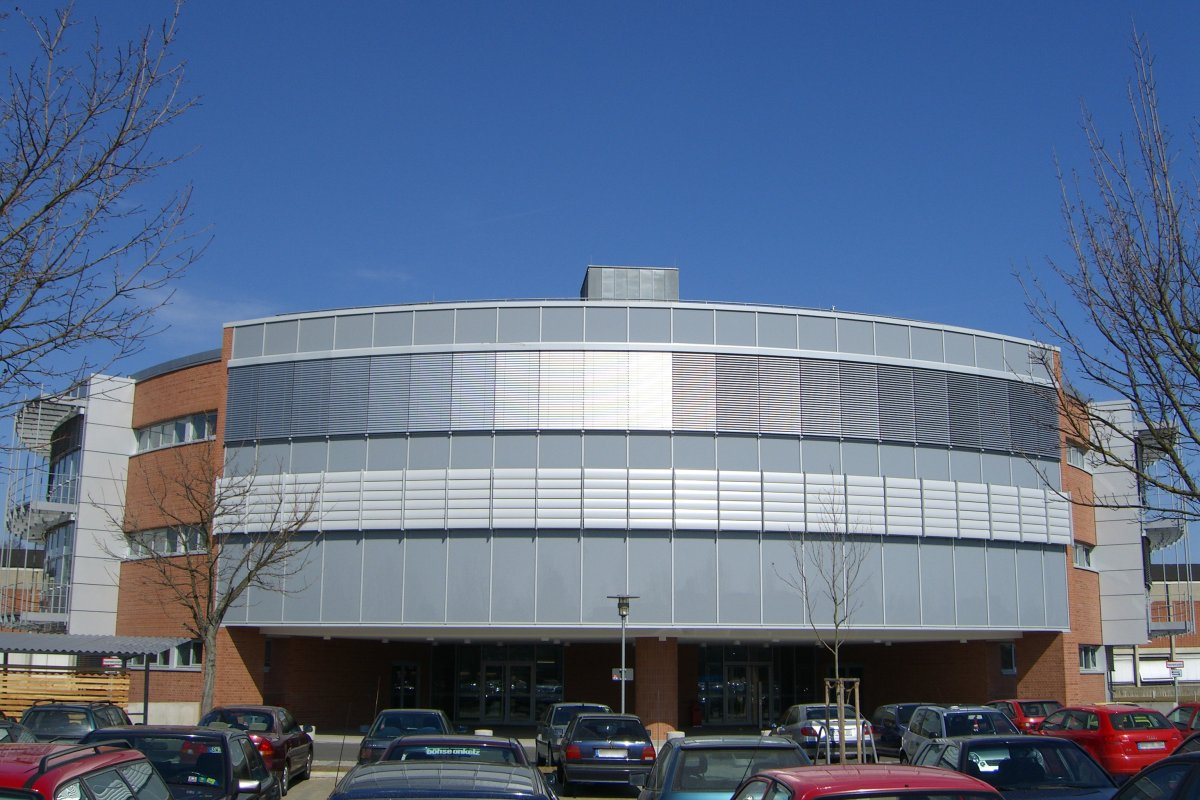
Будівля у Швайнфурті

- Бізнес та інженерія (бакалавр, англійською мовою)
- Електро- та інформаційна техніка (бакалавр і магістр)
- Мехатроніка (бакалавр)
- Логістика (бакалавр, англійською мовою)
- Логістика (бакалавр)
- Машинобудування (бакалаврат)
- Технічна математика (бакалавр)
- Промислова інженерія (бакалавр і магістр)